# Jan van der Horst (judoka)
Jan van der Horst (onbekend, 16 januari 1921 - Laren, 10 mei 2009) was een Nederlandse judoka en sportcoach. Hij wordt gezien als een van de judopioniers in Nederland. 
In het begin van zijn loopbaan was Van der Horst instructeur in het boksen en ongewapend gevecht en volgde hij jiujitsu. Kort na de Tweede Wereldoorlog kwam hij in aanraking met judo en kreeg hij in Frankrijk en België les van onder meer Ichiro Abe. Eind jaren 40 en in de jaren 50 had Van der Horst in de stad Utrecht een judoschool: Judo Instituut Van Der Horst op het Oudkerkhof. Anton Geesink kreeg daar zijn eerste lessen. In die periode werd de school vijf maal kampioen van Nederland. 
In 1950 behaalde Van der Horst de 1e dan en wegens zijn verdiensten voor het judo kreeg hij uiteindelijk de 9e dan. Hij werd in 1954 Nederlands kampioen en bereikte datzelfde jaar een derde plaats op het Europese kampioenschap. Onder zijn bondscoachschap won Wim Ruska in 1967 zijn eerste wereldtitel en werd het Europese kampioenschap behaald door het Nederlandse team. In Sittard gaf hij vanaf begin jaren 60 tot op hoge leeftijd les aan het CIOS als leraar judo en boksen. Jan van der Horst leefde volgens het zenboeddhisme en verbreidde het Kodokan-judo.